# 疾陵府
疾陵府，唐朝時設置的府。
龍朔元年（661年）置，治所在疾陵城（今伊朗扎博勒），屬波斯都督府管轄，轄境包括今阿富汗扎蘭季等地，後廢。